# Škofja Loka
Škofja Loka es una localidad eslovena, capital del municipio homónimo.

## Historia
La primera mención documentada de la ciudad data del año 973, cuando Otón II regaló el lugar al obispo Abraham von Freising. Loka quiere decir ladera o vega en esloveno, de ahí que la traducción aproximada en castellano sea "vega episcopal". Situada estratégicamene en la confluencia del río Selska y Poljanska Sora, recibió el estatus de ciudad tras ser elevada a centro administrativo por el obispado de Freising. La muralla, con sus cinco torres, data del siglo XIV. Más allá de los numerosos incendios, epidemias de peste, guerras y otras catástrofes, el terremoto de 1511 fue particularmente destructivo, pues destruyó casi totalmente la ciudad. Un obispo llamado Felipe la reconstruyó rápidamente dándole la forma que actualmente conserva. Los obispos siguieron siendo los dueños de Škofja Loka hasta 1803, año en que pasó a manos austríacas.
Con el tiempo la ciudad fue especializándose en fabricación de mantas y de suelos de madera.

## Escudo
En el emblema de la ciudad se reconoce a una cabeza coronada de alguien de color, lo cual obedece a la leyenda de que el obispo Abraham fue salvado por sus acompañantes negros del ataque de uno de los muchos osos que aún hoy quedan en los bosques de Eslovenia.

## Monumentos importantes
Es digno de ver el centro histórico, en el que destaca la plaza (mestni trg), así como la (spodnji trg); más arriba se encuentra el castillo episcopal, que en 1202 fue bautizado como castrum firmissimum, es decir, como un castillo muy fortificado, pero el terremoto de 1511 hizo que tuviera que ser reconstruido ampliamente. Hoy día alberga un museo de la ciudad.
La iglesia de María Immaculada data de 1358 y se renovó en estilo barroco en 1669. Inicialmente convento de clarisas, aunque en 1782 pasó a las Ursulinas, quienes abrieron allí una escuela de niñas. 
El Puente de los Capuchinos se construyó en el siglo XIV por iniciativa del obispo Leopoldo, quien también murió atravesándolo, al despeñarse con su caballo desde él y ahogarse en el río. Desde 1888 está vallado y tiene una estatua de Nepomuk, el santo de los puentes.
La casa Homan fue construida tras el terremoto de 1511. Es un palacio de tres pisos, con elementos del gótico y del renacimiento.
La iglesia de Santiago se construyó en 1471 sobre los fundamentos de una iglesia más antigua. Es gótica y tiene tres naves. 
La escuela: ya en 1271 se menciona documentalmente la existencia de una escuela en la ciudad, que se encuentra en el edificio actual desde 1627.
El almacén de cereales: se construyó también tras el terremoto de 1511.
La casa Žigon, del siglo XVI es hoy sede del ayuntamiento. El antiguo ayuntamiento en Mestni trg data del mismo siglo y en 1972 fue restaurado, dejando los frescos barrocos al descubierto.

## Casa de Nace en Puštal
En la aldea adyacente de Puštal, a pocos minutos del centro de Škofja loka, se encuentra una casa de particular interés etnográfico, la casa de Nace, declarada monumento nacional en 1958.[cita requerida] Se encuentra en su cocina, ennegrecida por el humo para la elaboración de jamones y embutidos, la sala de estar con una estufa de azulejos verdes que desempeñaba diversas e importantes funciones, ya que la casa fue también una taberna. El río Sora se encuentra a solo unos metros.